# Ивлев, Александр Александрович
Александр Александрович Ивлев (11 октября 1972) — российский футболист, тренер. 
Профессиональную карьеру начал в 1992 году.  провёл   во второй российской лиге за «Волочанин» Вышний Волочёк и три — в чемпионате Белоруссии за «Металлург» Молодечно. Сезоны 1993/94 — 1994/95 отыграл в третьей польской лиге в составе «Василькува». В 1996—1997 годах провёл по три матча в чемпионате Казахстана за «Целинник» Акмола и «Улытау» Джезказган.
Окончил школу высшего тренерского мастерства, Москва. Тренер ОСДЮШОР «Олимпия» Тараз, ЦПМФ «Рубин» Казань, позже — тренер РСДЮШОР «Динамо» Казань.  С 2024 г. Тренер ФК Сокол Казань во второй Российской лиге. Известные воспитанники — Бекет Парух. Даиров Нурлан.